# Lorrie (railvoertuig)

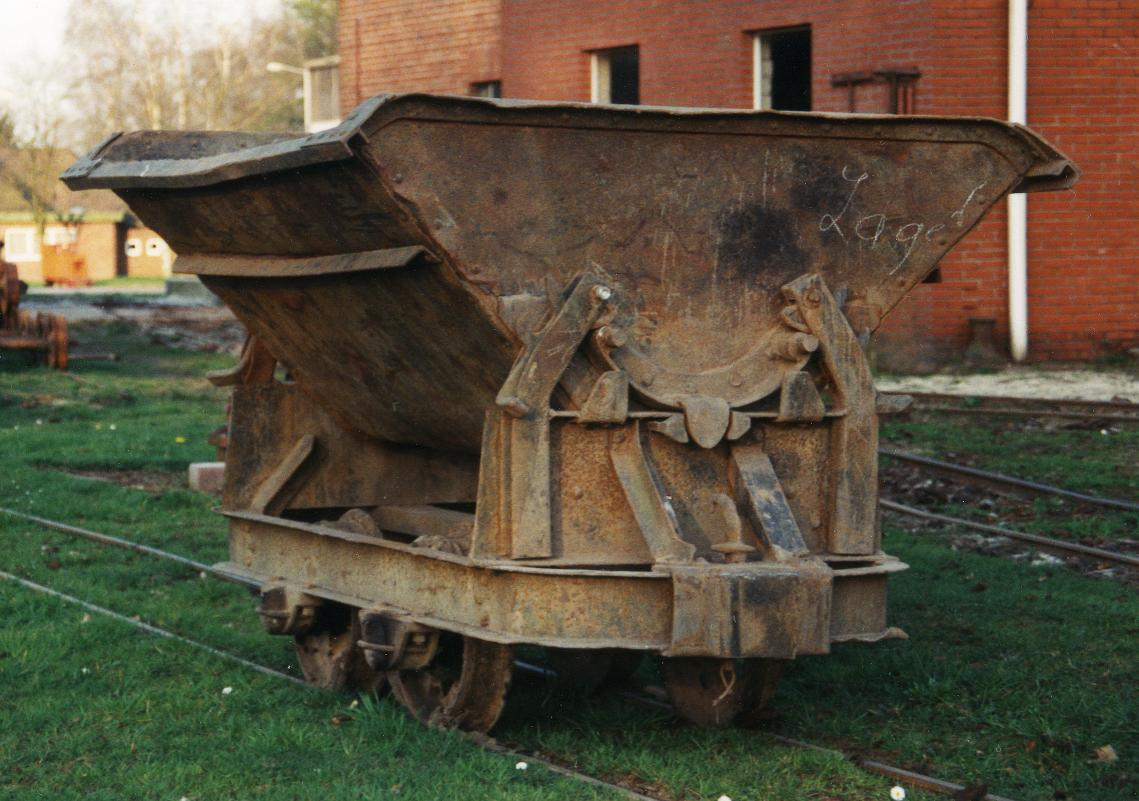
Kieplorrie

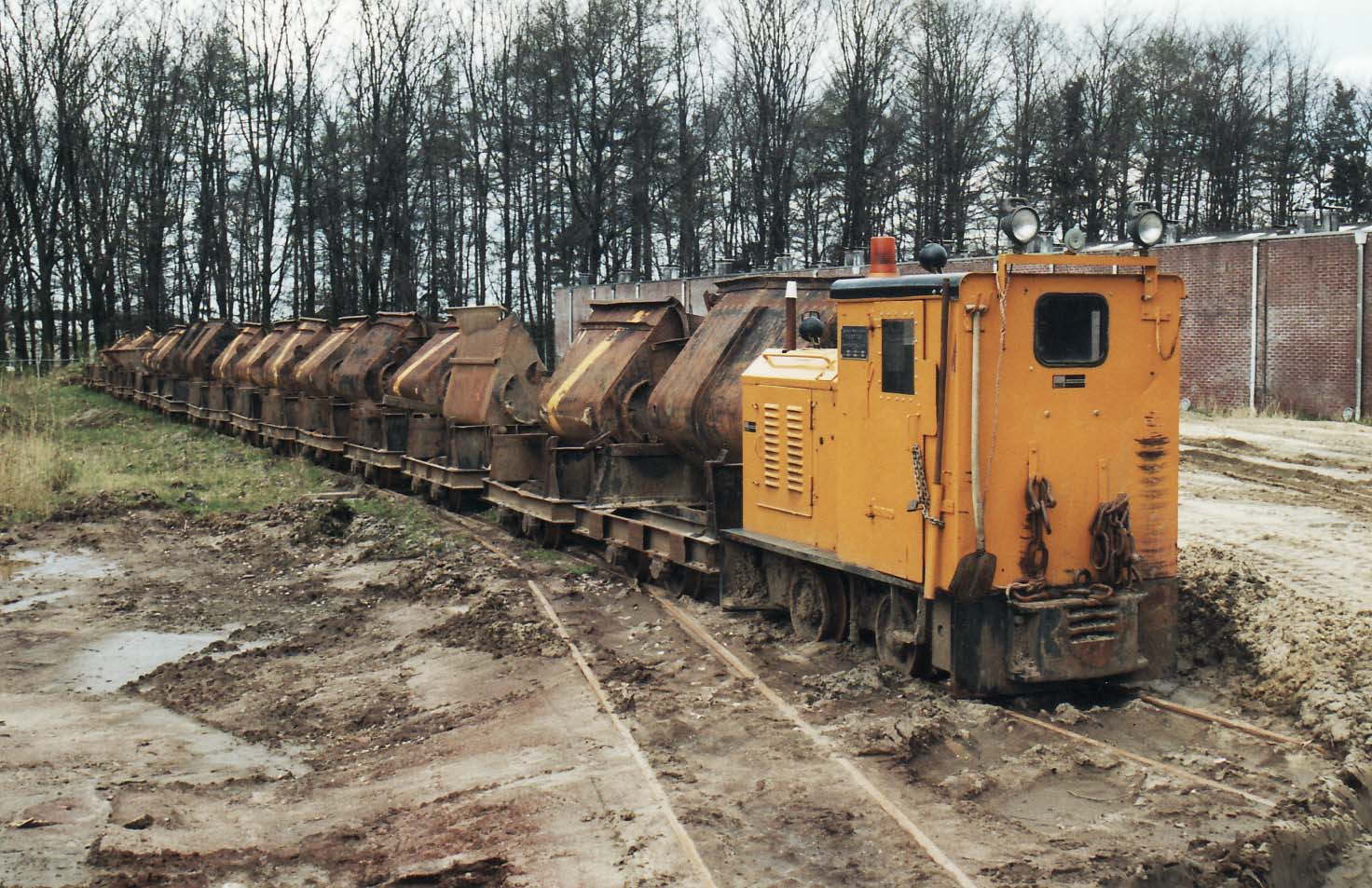
Lorries bij steenfabriek de Vlijt Winterswijk

Een lorrie of kiepkar is een klein niet-aangedreven railvoertuig bestemd voor goederenvervoer op industriële of agrarische (smal) spoorlijnen, in de meeste gevallen veldspoor.
Meestal is een lorrie tweeassig, voorzien van simpele stangen, beugels of kettingen als koppeling en onberemd. Lorries worden getrokken door een trekdier, lier of locomotief dan wel geduwd met de hand.
Een lorrie kent onder andere de volgende uitvoeringen:
- kiepwagen
- schamelwagen, meestal voor lange objecten op twee schamellorries
- turfwagen
- platte wagen
- tanklorrie

Een lorrie dient niet verward te worden met een draisine, een (eventueel met spierkracht aangedreven) railvoertuig, en evenmin met het Engelse woord lorry, een grote vrachtauto op luchtbanden.